# 彌永信美
彌永 信美（いやなが のぶみ、1948年 - ）は、日本の美術・宗教学者。専攻は仏教学、仏教神話研究。日仏東洋学会代表幹事。

## 来歴
東京生まれ。1969年パリ高等学術院歴史文献学部門日本学科中退。フランス語による仏教語彙辞典『法宝義林』の編集に参加。ヨーロッパ精神史、宗教・神秘思想史などについて執筆。
1987年、『幻想の東洋 オリエンタリズムの系譜』（青土社）で第４回渋沢・クローデル賞（日仏会館・毎日新聞社共催）を受賞。
近年はいわゆる「立川流」に関し、仁寛が創始した真言宗の一法流（立川流）が髑髏本尊を崇拝する邪淫教（いわゆる「立川流」）だったという長く信じられてきた通説は誤りであるとの立場から積極的な情報発信を行っている。彌永によれば「本当の「立川流」の方は十二世紀の仁寛以来の真言宗の一法流で、これは他の一般の真言宗の法流と特に大きな違いはない。いわば正当な真言宗と称しても問題がない法流」であり、「一方の「いわゆる」付きの「立川流」は、いろいろな事情から「立川流」という間違った名前が付けられていますが、実は真言宗には限らない、当時の密教全体、あるいは宗教全体ともいくらかは関わりながら展開した、極めて特殊な、今日で言うならば一種の新宗教とも言えるような宗教運動」だという。また「いわゆる」付きの「立川流」については知られている名前がないとして、この問題の基本文献である『受法用心集』における表現を踏まえ「彼の法集団」と呼ぶことを提唱している。

## 著書
- 『ピーターと狼』 公文数学研究センター（漢字で読める世界の名作絵本）、1981
- 『幻想の東洋 オリエンタリズムの系譜』 青土社、1987、新装版1996
  - 『幻想の東洋 オリエンタリズムの系譜』 ちくま学芸文庫（上下）、2005
- 『歴史という牢獄 ものたちの空間へ』 青土社、1988
- 『仏教神話学 1 大黒天変相』 法藏館、2002
- 『仏教神話学 2 観音変容譚』 法藏館、2002

### 翻訳
- アルノルド・ヴァン・ジェネップ『通過儀礼』 秋山さと子共訳、思索社、1977
- R・D・レイン『子どもとの会話』 海鳴社、1979